# Magyar Televízió
Pour les articles homonymes, voir MTV.
Magyar Televízió (« Télévision hongroise ») est un groupe audiovisuel public hongrois qui diffuse sept chaînes, dont M1 et M2.
Elle est membre de l'Union européenne de radio-télévision.

## Les dates-clés
- 23 février 1957 : première MTV diffusion expérimentale.
- 1er mai 1957 : début officiel de la diffusion d'une chaîne de MTV1 et MTV2 de télévision à l'occasion de la fête du 1er mai.
- Fin du printemps 1957 : 3 jours de diffusions par semaine : 2 jours de film, 1 jour de théâtre et sports.
- 2 juin 1957 : premier Journal Télévisé (TV Híradó).
- 31 décembre 1957 : première émission de la Saint-Sylvestre.
- 1964 : première diffusion par satellite : pour les Jeux-Olympiques de Tokyo.
- 5 avril 1969 : introduction de la couleur, avec le système de MTV1 et MTV2 de télévision couleurs Secam.
- 30 novembre 1982 : introduction de TV1 et TV2 du Télétexte.
- 2008 : début de la Haute Définition : m1 HD, m2 HD.

### Dates clefs pour la Hongrie (concurrence des chaînes de la télévision nationale hongroise MTV)
- 4 octobre 1997 : début de la première chaîne de TV commerciale TV2
- 7 octobre 1997 : ouverture d'une deuxième chaîne de TV commerciale RTL Klub.

## Activités
Magyar Televízió édite deux chaînes de télévision généralistes publiques :
- M1 (depuis 1957).
- M2 (depuis 1973).
  - M2 Petőfi (depuis 2015).
- M3 (2012 - 2019).
- M4 Sport (depuis 2015).
- M5 (depuis 2016).
- Duna (depuis 1992).
- Duna World (depuis 2006).